# 사랑과 죽음의 해협
사랑과 죽음의 해협은 한국에서 제작된 노필 감독의 1962년 영화이다. 최무룡 등이 주연으로 출연하였고 이재명 등이 제작에 참여하였다.

## 출연

### 주연
- 최무룡
- 최은희
- 김진규
- 박노식

## 제작진
- 원작자: 유성엽
- 조명: 고해진
- 미술: 이봉선